# فرقة الحمزة (حلب)
فرقة الحمزة هي جماعة معارِضة سورية منتسبة إلى الجيش السوري الحر دربت وجهزت من قبل الولايات المتحدة و‌تركيا كجزء من برنامج التدريب والتجهيز السوري لمحاربة تنظيم الدولة الإسلامية في شمال غرب سوريا.

## تاريخ
في 23 أبريل 2016، اندمجت 5 جماعات تتبع للجيش السوري الحر مقرها في بلدة مارع بريف محافظة حلب الشمالي، لواء الحمزة، لواء ذي قار، لواء رعد الشمال، لواء مارع الصمود، لواء المهام الخاصة ضمن فرقة الحمزة بسبب «مصالح الوحدة» بهدف محاربة «إجرام وإرهاب» داعش و‌الحكومة السورية. وتتلقى الفصائل تحت إمرة المنشق عن الجيش السوري الملازم أول سيف أبو بكر، دعمًا من التحالف الدولي ضد داعش. وكان لواء ذي قار عضوًا في الفرقة 99 إلى جانب لواء أحفاد صلاح الدين.
في يونيو 2016، تلقى لواء رعد الشمال صواريخ من طراز بي جي إم-71 تاو من التحالف. وفي ذلك الشهر أيضًا، انضمت جماعة تركمانية سورية تدعى «لواء سمرقند»، سميت باسم المدينة في أوزبكستان، إلى فرقة الحمزة.
أثناء التدخل العسكري التركي في الحرب الأهلية السورية في أواخر أغسطس، كانت فرقة الحمزة إحدى جماعات الجيش السوري الحر الأولى التي تدخل جرابلس من كاركاميش واستولت على المدينة. وكان سيف أبو بكر من بين الذين تبعوا الدبابات والقوات التركية ودخلوا جرابلس في الصباح خلال اليوم الأول من العملية ووصلوا إلى مركز المدينة بعد ظهر اليوم. وفي وقت لاحق ألقى كلمه أمام المدنيين في جرابلس.
في 18 أكتوبر 2016، أصدر لواء رعد الشمال انذارًا لوحدات حماية الشعب و‌جيش الثوار، محذرًا إياهم بمغادرة تل رفعت في غضون 48 ساعة وبعد ذلك سيهاجمون البلدة.

## وصلات خارجية
- قناة فرقة الحمزة على يوتيوب